# 向井潤吉

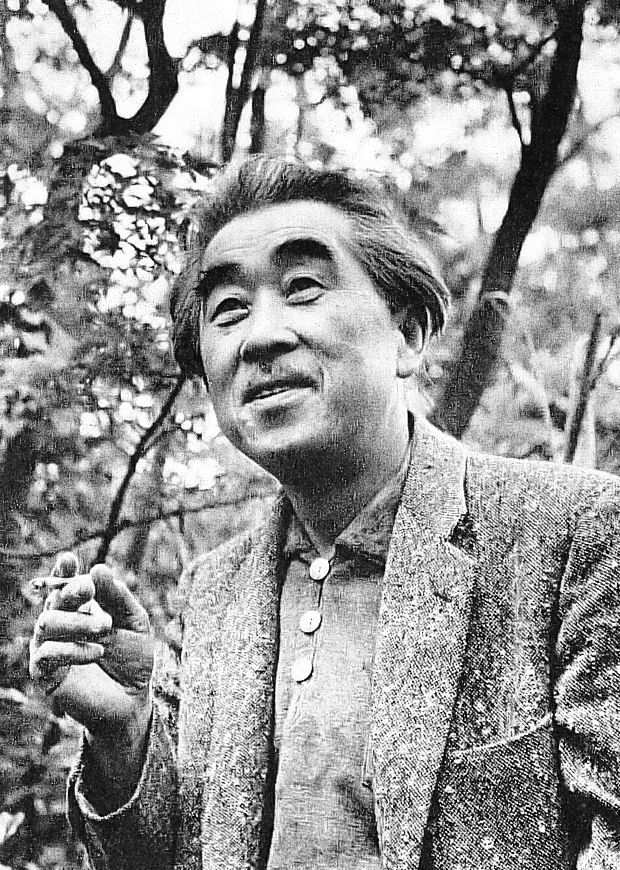
向井潤吉

向井 潤吉（むかい じゅんきち、1901年（明治34年）11月30日 - 1995年（平成7年）11月14日）は、日本の洋画家。戦前から戦後にかけて活躍、40年以上に渡り北海道から鹿児島までを旅し、生涯古い民家の絵を描き続け「民家の向井」と呼ばれた洋画家であった。
弟は彫刻家でマネキン制作会社「七彩」初代社長の向井良吉（1918〜2010）、長男は元TBSディレクターで萩本欽一を育てた事で有名な向井爽也。

## 生涯

### 生い立ち
京都市下京区仏光寺通に父・才吉と母・津禰の長男として生まれる。父はもともと宮大工の家柄で東本願寺の建築にも関わった。潤吉が物心ついた頃には、家で10人近い職人を雇い輸出向けの刺繍屏風や衝立を製造していた。
1914年（大正3年）4月、父と日本画を学ぶことを約して京都市立美術工芸学校予科に入学するが、2年後どうしても油絵が描きたくて父の反対を押し切って中退、家業を手伝いながらという条件で関西美術院で学んだ。沢部清五郎、都鳥英喜に師事。1919年（大正8年）、二科会第6回展に「室隅にて」で初入選。翌1920年（大正9年）5月、親に無断で上京し、半年ほど新聞配達で働きながら川端画学校に通うが、年内には再び京都に戻り黒谷境内の寺で下宿生活していた。
1921年（大正10年）には大阪高島屋呉服店図案部に勤務することになったが、同年12月に京都伏見深草歩兵第三十八連隊に入営。1923年（大正12年）に除隊となったため再び高島屋呉服店に勤務し、信濃橋洋画研究所に通った。1926年（大正15年）には第13回二科展に「葱の花」が入選し、その後も高島屋で勤務しながら二科展に続けて入選した。

### フランス留学と戦争画
1927年（昭和2年）10月、当時最も安い経路だったシベリア鉄道を使いフランスのパリへ向かう。滞仏中は、午前中はルーブル美術館で模写、午後は自由制作、夜はアカデミー・ド・ラ・ショーミエールで素描をおこなうのが日課であった。潤吉は後年「私の如き貧乏の画学生には、費用のかからないそして自由に名画に接し得られる美術館での勉強はまことに有り難かった」と述懐している。模写した作品はヴェネツィア派からバロック絵画にかけての作品が目に付く他、コローの作品が多い。その一方で、スーティンやココシュカを想起させる荒々しい筆触の作品も描いており、フォーヴィスムへの接近を色濃く感じさせる。
3年後の1930年（昭和5年）に帰国し、模写の展覧会を開く。同年結婚、また、第17回二科展に「力土達」等11点を特別出品して樗牛賞を受ける。1933年（昭和8年）、東京都世田谷区弦巻に転居し、以後没年まで居住する。同年に二科会会友、さらに1936年（昭和11年）に二科会会員に推挙され新会員として迎えられる。
1937年（昭和12年）、個人の資格で中国の天津、北京、大同方面に従軍。1938年（昭和13年）、大日本陸軍従軍画家協会が設立されると、潤吉も会員となり戦争画や外地の風景を描く。
1939年（昭和14年）には陸軍美術協会の設立に向けた発起人に名を連ねた。
同年、二科展に出品した『甦民』は300号近い大作で、華北で和平楽土を建設しようとする369人の姿を描いたものとなった。
1940年（昭和15年）、紀元2600年奉祝展に「黄昏」を出品し、この作品で昭和洋画奨励賞を受賞。1941年（昭和16年）に二科会評議員となり、同年11月には国民徴用令により比島派遣渡集団報道班員としてフィリピンに赴く。向井のフィリピン赴任の約2カ月後には報道班員として火野葦平が加わり（向井は1940年12月から朝日新聞で連載された火野の小説「美しき地図」の挿絵を担当）、約240日間、報道班員としてともに行動し親交を深めた。
1944年（昭和19年）4月、大本営は特別報道班員派遣を企画し、文壇から火野葦平、画壇から宮本三郎、楽壇から古関裕而を指名していたが、宮本が出発前日に急病となったため向井に急遽交代することとなった。ラングーン到着後、火野と向井は先に現地の様子を見に行くことになったが、7月4日に大本営はインパール作戦の中止を発表したため、二人はライマナイから撤退してマンダレーで古関と合流し、向井は8月に帰国した。
帰国後は軍需生産美術推進隊隊員として、各地の炭坑で制作を続けた。
第二次世界大戦終結後、向井の描いた戦争画4点『四月九日の記録（バタアン半島総攻撃）』、『マユ山壁を衝く』、『バリッドスロン殲滅戦』、『水上部隊ミートキイナの奮戦』は連合国軍最高司令官総司令部に軍国主義的なものであるとして没収され、他の戦争画とともにアメリカ合衆国に持ち出された。1970年、他の戦争画とともに無期限貸与という形で日本に返還され東京国立近代美術館に収蔵されている。

### 戦後、「民家の向井」
戦争末期、爆撃のためしばしば防空壕に逃れる生活をするなか、ふと手にとった図録から民家の美しさに気付き、戦火のなか失われようとする美しいものを絵に残したいという思いを強くしていった。終戦後に再興した二科会には参加せず、1945年（昭和20年）に行動美術協会を結成して創立会員となった。同年秋、新潟県川口村で取材した作品「雨」（個人蔵）を制作、以後生涯の主題として草屋根の民家を描き続ける。しかし、初期の頃は労働や生活の現場を画面に取り込んだ作風を見せ、いかにも潤吉らしい民家作品としての作風が確立するのは昭和30年代に入ってからのようである。
世田谷区弦巻町に1933年（昭和8年）から居住しており、1982年（昭和57年）に世田谷区名誉区民となった。1992年（平成4年）に自宅を兼ねたアトリエとその土地、ならびに300余点の作品を世田谷区に寄贈したのを受け、世田谷美術館の分館として向井潤吉アトリエ館が設置された。1995年（平成7年）、急性肺炎のため自宅で逝去。93歳没。

## 作風
戦後の高度経済成長により次第に伝統的家屋が失われていくなか、潤吉は全国を巡り古い藁葺き屋根の家屋を描き続けた。種々の資料や潤吉自身の言葉から推定すると描き残した民家は1000軒を超え、油彩による民家作品は2000点にも及ぶとされる。1959年（昭和34年）から1988年（昭和63年）までに描いた1074点の製作記録が残っており、これによると、制作場所は埼玉県が約32%、長野県が約19%、京都府が13%と大きな偏りがあり、近畿以西は旅で訪れてはいても作品は極めて少ない。一年の内の製作時期は、2月から4月が一つのピークで、ついで10月から12月が多く、逆に8月は非常に少ない。この理由として潤吉は「民家を描くためには、繁茂した木や草が邪魔になるからであるとともに、緑という色彩が自ら不得手だと知っているからでもある」と述べている。
美術史家・辻惟雄は、今後も評価されるに違いない画家の一人として、潤吉の名を挙げている。

## 代表作
| 作品名                                         | 制作年               | 技法・素材       | サイズ（縦x横cm） | 所有者                                         | 出品展覧会                     | 備考                             |
| ---------------------------------------------- | -------------------- | ---------------- | ----------------- | ---------------------------------------------- | ------------------------------ | -------------------------------- |
| ダリア                                         | 1919年（大正8年）    | 油彩・キャンバス | 55.0x57.0         | 東京国立近代美術館                             | 全国学生洋画展                 |                                  |
| 首飾りと婦人                                   | 1928年（昭和3年）    | 油彩・キャンバス | 72.7x50.0         | 奈良県立美術館                                 |                                | 翌々年の第17回二科会特別出品作か |
| K氏の像                                        | 1920年（大正9年）    | 油彩・キャンバス | 65.0x52.8         | 京都国立近代美術館                             |                                |                                  |
| 影（中国・蘇州上空にて）                       | 1938年（昭和13年）   | 油彩・キャンバス | 84.8x90.8         | 福富太郎コレクション                           |                                |                                  |
| 衣をぬぐ女                                     | 1933年（昭和8年）    | 油彩・キャンバス | 99.5x65.0         | 東京国立近代美術館                             |                                |                                  |
| 坑底の人々                                     | 1941年（昭和16年）   | 油彩・キャンバス | 130.8x162.0       | 和敬塾                                         | 第28回二科会                   | 小坂鉱山を取材した作品           |
| 四月九日の記録(バタアン半島総攻撃)             | 1942年（昭和17年）   | 油彩・キャンバス | 178.5x239.0       | 東京国立近代美術館（アメリカ合衆国無期限貸与） | 第1回大東亜戦争美術展          |                                  |
| マユ山壁を衝く                                 | 1944年（昭和19年）   | 油彩・キャンバス | 268.7x185.0       | 東京国立近代美術館（アメリカ合衆国無期限貸与） | 第2回陸軍美術展                |                                  |
| ロクタク湖白雨（インパール前線）               | 1944年（昭和19年）   | 油彩・キャンバス | 91.0x116.5        | 北九州市立文学館                               |                                | 向井が火野に贈った作品           |
| バリッドスロン殲滅戦                           | 1944年（昭和19年）頃 | 油彩・キャンバス | 130.0x193.0       | 東京国立近代美術館（アメリカ合衆国無期限貸与） | 戦時特別文展（陸軍省特別出品） |                                  |
| 水上部隊ミートキイナの奮戦                     | 1945年（昭和20年）   | 油彩・キャンバス | 187.7x258.5       | 東京国立近代美術館（アメリカ合衆国無期限貸与） | 戦争記録画展                   |                                  |
| まひる                                         | 1946年（昭和21年）   | 油彩・キャンバス | 148.2x202.6       | 福岡県立美術館                                 | 第1回行動展                    |                                  |
| 雪（ある記録画五題の内）（日光中宮祠戦場ヶ原） | 1947年（昭和22年）   | 油彩・キャンバス | 73.3x99.8         | 栃木県立美術館                                 |                                |                                  |
| 海                                             | 1956年（昭和31年）   |                  |                   | 京都市学校歴史博物館                           |                                |                                  |
| 浄土ヶ浜                                       | 1957年（昭和32年）   | 油彩・キャンバス | 65.4x80.6         | 小杉放菴記念日光美術館                         |                                |                                  |
| 春－杏花の村－                                 | 1961年（昭和36年）   | 油彩・キャンバス | 73.0x100.0        | ウッドワン美術館                               | 日本国際美術展                 |                                  |
| 飛騨立秋                                       | 1962年（昭和37年）   | 油彩・キャンバス | 91.0x106.0        | 東京国立近代美術館                             | 第17回行動展                   |                                  |
| 聚落                                           | 1966年（昭和41年）   |                  |                   |                                                |                                |                                  |
| 山村杏花（倉科）                               | 不詳（1960年代）     |                  |                   | 大阪市立美術館                                 |                                |                                  |
| 岳麓好日                                       | 1969年（昭和44年）   | 油彩・キャンバス | 72.8x91.2         | 向井潤吉アトリエ館                             |                                |                                  |
| 峠の下の村                                     | 1978年（昭和53年）   | 油彩・キャンバス | 91.1x116.6        | 世田谷美術館                                   |                                |                                  |

## 自著単行本
- 北支風土記 大東出版社 1929年（昭和4年）
- 南十字星下 陸軍美術協会 1942年（昭和17年）
- 油彩-技法と鑑賞 東峰書院 1957年（昭和32年）
- NHK日曜美術館第9集 学習研究社 1978年（昭和53年）
- 滅びゆく民家をおしむ 世田谷区 1980年（昭和55年）
- 郷愁日本の民家　向井潤吉画文集 講談社、1997年
- 草屋根と絵筆　画家向井潤吉のエッセイ 国書刊行会、2018年。橋本善八編

## 登場する作品

### テレビドラマ
- エール (テレビドラマ) - NHK「連続テレビ小説」2020年（令和2年）。演：小松和重 役名：中井潤一。主人公：古山裕一 (古関裕而) がビルマへ慰問する際の同行者。

## 関連文献
- 展覧会図本
  - 『米寿記念「向井潤吉展」-郷愁への遍旅-』 朝日新聞社 1990年
  - 『向井潤吉展 心に残る絵筆の旅』 朝日新聞社  1997年
  - 『向井潤吉生誕100年記念 向井潤吉の絵画と写真 絵画が語る風景、レンズが見た風景』 世田谷美術館 2002年3月-5月、神戸市立小磯記念美術館 6月-8月
  - 『世田谷美術館所蔵による　向井潤吉展 風土をみつめる旅』 田原市博物館 2008年5月-7月、茅野市美術館 7月-8月、井原市立田中美術館 8月-10月、伊丹市立美術館 10月-11月
  - 『世田谷美術館コレクション選集 向井潤吉 風景へのまなざし』 橋本善八・矢野進・池㞍豪介編、世田谷美術館、2017年11月